# Dattenberg u. Wald westl. Glashütten mit Silber- u. Dattenbachtal
Dattenberg u. Wald westl. Glashütten mit Silber- u. Dattenbachtal este o arie protejată (arie specială de conservare — SAC, sit de importanță comunitară — SCI) din Germania întinsă pe o suprafață de 861,56 ha, integral pe uscat.

## Localizare
Centrul sitului Dattenberg u. Wald westl. Glashütten mit Silber- u. Dattenbachtal este situat la coordonatele 50°12′00″N 8°20′16″E / 50.2°N 8.3378°E.

## Înființare
Situl Dattenberg u. Wald westl. Glashütten mit Silber- u. Dattenbachtal a fost declarat sit de importanță comunitară în iulie 2001 pentru a proteja 4 specii de animale. Situl a fost protejat și ca arie specială de conservare în martie 2008.

## Biodiversitate
Situată în ecoregiunea continentală, aria protejată conține 6 habitate naturale: Lacuri eutrofice naturale cu vegetație de tip Magnopotamion sau Hydrocharition, Cursuri de apă de la nivel de câmpie la nivel montan, cu vegetație Ranunculion fluitantis și Callitricho-Batrachion, Fânețe de joasă altitudine (Alopecurus pratensis, Sanguisorba officinalis), Păduri de fag Luzulo-Fagetum, Păduri pe pante, grohotișuri și ravene de Tilio-Acerion, Păduri aluvionare cu Alnus glutinosa și Fraxinus excelsior (Alno-Padion, Alnion incanae, Salicion albae).
La baza desemnării sitului se află mai multe specii protejate:
- mamifere (1): liliac cu urechi mari (Myotis bechsteinii)
- nevertebrate (2): Austropotamobius torrentium, phengaris nausithous (Maculinea nausithous)
- pești (1): cicar (Lampetra planeri)